# Горбатько Володимир Кузьмич
Володимир Кузьмич Горбатько (4 серпня 1958, смт. Золочів, Харківська область, УРСР, СРСР) — український перекладач з англійської мови. Співпрацює з видавництвами «Клуб сімейного дозвілля», «Фоліо», «Каравела», «Жорж» (усі Харків), «Нора-Друк» та «КМ-Букс» (Київ). Переклав книги Дена Брауна, О. Генрі,  Брема Стокера, Едґара По, Чака Палагнюка, Джеймса Паттерсона, Колін Маккалоу, Джейн Остін, Джека Лондона, Пітера Кері та інших.

## Життєпис
Володимир Горбатько народився 4 серпня 1958 року смт. Золочів на Харківщині. У 1980 році закінчив факультет іноземних мов Харківського державного університету за спеціальністю «перекладач-референт англійської мови». Під час військової служби в транспортній авіації ВПС СРСР у 1980-1982 роках, був 
бортовим перекладачем–радистом. Працював перекладач технічної літератури в НДІ «Гідропривод» (1982-1990) та Харківському державному авіаційному виробничому підприємстві (2000-2002).
Володимир Горбатько є членом політичної партії Всеукраїнське об'єднання «Свобода», неодноразово був уповноваженим на виборах (Парламентських виборах 2012 та 2014, Виборах Президента 2019) від партії у Одномандатному виборчому окрузі №180, був кандидатом у депутати до Харківської обласної ради в 2015 році.

## Переклади
Володимир Горбатько переклав понад 50 книг різних авторів, він був першим, хто переклав «Дракулу» Брема Стокера українською мовою.
- Пауел Дж. Бінґем. «Сучасні демократичні країни. Участь у політичному житті, стабільність і насильство». – Харків: «Каравела», 2004. – 288 с.
- Джейн Остін. «Емма». – Харків: Книжковий Клуб «Клуб Сімейного Дозвілля». 2004. ISBN 978-966-03-4693-7
- Джейн Остін. «Чуття і чутливість». – Харків: «Фоліо». — 2005. — 319 с. ISBN 966-03-2968-7
- Джейн Остін. «Гордість і упередження». – Харків: «Фоліо». — 2005. — 350 с. ISBN 966-03-2896-6
- Діана Сеттерфілд. «Тринадцята легенда». — Харків: Книжковий Клуб «Клуб Сімейного Дозвілля». —  2006. — 432 с. ISBN 978-966-343-555-8
- Реймонд Коурі. «Останній тамплієр». — Харків: Книжковий клуб «Клуб сімейного дозвілля». — 2008. — 480 с. ISBN 978-966-343-947-1
- Реймонд Коурі. «Еліксир безсмертя». — Харків: Книжковий Клуб «Клуб Сімейного Дозвілля». — 2008. — 496 с. ISBN 978-966-34-3947-1
- Джейн Остін. «Емма». — Харків: «Фоліо». — 2008. — 447 с. ISBN 978-966-03-6547-6
- Аманда Квік. «Третє коло». — Харків: Книжковий Клуб «Клуб Сімейного Дозвілля». — 2008. — 320 с. ISBN 978-966-14-0352-8
- Джек Лондон. «Північна Одіссея». — Харків: «Фоліо». — 2008. — 410 с. ISBN 978-966-03-4511-9
- Джон Твелф Гоукс. «Темна ріка». — Харків: Книжковий Клуб «Клуб Сімейного Дозвілля». — 2008. — 368 с. ISBN 978-966-343-873-3
- Кейт Мосс. «Гробниця». — Харків: Книжковий Клуб «Клуб Сімейного Дозвілля». — 2008. — 640 с. ISBN 978-966-14-0011-4
- Пітер Кері. «Крадіжка». — Харків: Книжковий Клуб «Клуб Сімейного Дозвілля». — 2008. — 352 c. ISBN 978-966-343-786-6
- Чак Палагнюк. «Щоденник». — Харків: «Фоліо». — 2009. — 350 с. ISBN 978-966-03-4807-3
- Чак Палагнюк. «Карлик». — Харків: «Фоліо». — 2009. — 350 с. ISBN 978-966-03-4743-4
- Джеймс Паттерсон. «Виклик». – Харків: Книжковий Клуб «Клуб сімейного дозвілля». 2010. — 256 с. ISBN 978-966-14-0266-8
- Роберто Савіано. «Ґоморра». – Харків: «Фоліо», 2010. — 445 с. ISBN 978-966-03-5083-0
- Дейкр Стокер, Айєн Голт. «Дракула: Повстання мерців». — Харків: Книжковий Клуб «Клуб Сімейного Дозвілля». — 2010. — 464 с. ISBN 978-966-14-0589-8
- Ден Браун. «Втрачений символ». – Харків: Книжковий Клуб «Клуб Сімейного Дозвілля». — 2010. — 129 с. ISBN 978-966-14-0670-3
- Ден Браун. «Точка обману». – Харків: Книжковий Клуб «Клуб Сімейного Дозвілля». — 2010. — 526 с. ISBN 978-966-14-0912-4
- Коллін Мак-Каллоу. «Дотик». – Харків: Книжковий Клуб «Клуб Сімейного Дозвілля». 2010. — 637 с. ISBN 978-966-14-0590-4
- Джеймс Паттерсон, Максин Паетро. «Бікіні». — Харків: Книжковий Клуб «Клуб Сімейного Дозвілля». — 2010. — 256 с. ISBN 978-966-14-0907-0
- Джон Твелф Гоукс. «Золоте місто. Таємничий дар». — Харків: Книжковий Клуб «Клуб Сімейного Дозвілля». — 2011. 368 с. ISBN 978-966-14-2917-7
- Чак Палагнюк. «Задуха». — Харків: «Фоліо». — 2011. — 318 с. ISBN 	978-966-03-5611-5
- Колін Маккалоу. «Ті, що співають у терні». — Харків: Книжковий Клуб «Клуб Сімейного Дозвілля». — 2011. — 688 с. ISBN  978-966-14-1383-1
- Дебора Гаркнесс. «Сповідь відьом». — Харків: Книжковий Клуб «Клуб Сімейного Дозвілля». — 2011. — 672 с. ISBN 	978-966-14-1276-6
- Ден Браун. «Цифрова фортеця». – Харків: Книжковий Клуб «Клуб Сімейного Дозвілля». — 2011. — 416 с. ISBN 978-966-14-1037-3
- Шмуель Йосеф Агнон. «Нічний постоялець». — Харків: «Фоліо». — 2012. — 736 с. ISBN: 978-966-03-6069-3
- Ренсом Ріґґз. «Дім дивних дітей». — Харків: Книжковий клуб «Клуб сімейного дозвілля». — 2012. — 432 с. ISBN 978-966-14-3877-3
- Джеймс Роллінс. «Вівтар Едему». — Харків: Книжковий Клуб «Клуб Сімейного Дозвілля». — 2012. — 384 с. ISBN 978-966-14-2917-7
- Ден Браун. «Інферно». — Харків: Книжковий Клуб «Клуб Сімейного Дозвілля». — 2013. 608 с. ISBN 978-966-14-5654-8
- Ю Несбьо. «Привид». – Харків: «Фоліо». — 2013. — 608 с. ISBN 978-966-03-6354-0
- Дебора Гаркнесс. «Сповідь відьом. Тінь ночі». — Харків: Книжковий Клуб «Клуб Сімейного Дозвілля». — 2013. — 720 с. ISBN 978-966-14-4805-5
- Пітер Кері. «Магія сліз». — Харків: «Фоліо». — 2014. — 352 с. ISBN 978-966-03-6755-5
- Брем Стокер. «Дракула». — Харків: Книжковий Клуб «Клуб Сімейного Дозвілля». — 2014. — 432 с. ISBN 978-966-14-8432-9
- Айн Ренд. «Чоловік, якого я купила. З ранніх творів». — Харків: «Фоліо». — 2015. — 480 c. ISBN 978-966-03-7155-2
- Алан Ґлінн. «Кривава земля». — Харків: «Фоліо». — 2015. — 478 с. ISBN 978-966-03-7048-7
- Мартін Форд. «Пришестя роботів. Техніка і загроза майбутнього безробіття». — Київ: «Наш формат». — 2016. – 400 с. ISBN 978-617-7279-73-9
- Діана Сеттерфілд. «Тринадцята казка». — Харків: Книжковий Клуб «Клуб Сімейного Дозвілля». — 2016. — 432 с. ISBN 978-617-12-1529-0
- Анна Шевченко. «Гра». — Київ: «Нора-Друк». — 2017. — 336 с. ISBN 978-966-8659-89-8
- Марта Голл Келлі. «Бузкові дівчата». — Київ: «Нора-Друк». — 2017. — 544 с. ISBN 978-966-8659-95-9
- О. Генрі. «Останній листок». — Харків: «Фоліо». — 2017. — 160 с. ISBN 978-966-03-7855-1[8]
- О. Генрі. «Оповідання / Short Stories». — Харків: «Фоліо». — 2017. — 224 с. ISBN 978-966-03-4580-5[9]
- Стівен Дабнер, Стівен Левітт. «Фрікономіка. Зворотний бік усього на світі». — Київ: «Наш Формат». — 2017. — 248 с. ISBN 978-617-7279-44-9
- Джейн Остін. «Чуття і чутливість». – Харків: «Фоліо». — 2018. — 320 с. ISBN 978-966-03-8031-8
- Джейн Остін. «Гордість і упередження». — Харків: «Фоліо». — 2018. — 352 с. ISBN 978-966-03-8030-1
- Ю Несбьо. «Макбет». — Київ: «KM Books». — 2018. — 600 с. ISBN 978-966-948-073-6
- Стівен Гайтон. «Соловей не дасть тобі заснути». — Київ: «Нора-Друк». — 2019. — 384 с. ISBN 978-966-688-038-6
- Едґар Аллан По. «Золотий жук». — Харків: «Фоліо». — 2019. — 224 с. ISBN 978-966-03-8770-6
- Едґар Аллан По. «Вбивства на вулиці Морг». — Харків: «Фоліо». — 2019. — 288 с. ISBN 978-966-03-8140-7
- Етель Ліна Вайт. «Англійський детектив. Дама зникає». — Харків: «Жорж». — 2019. — 360 с. ISBN 978-617-7579-79-2
- Етель Ліна Вайт. «Гвинтові сходи». — Харків: «Жорж». — 2019. — 416 с. ISBN 978-617-7579-78-5
- О. Генрі. «Серце Заходу». — Харків: «Фоліо». — 2019. — 476 с. ISBN 978-966-03-8585-6
- О. Генрі. «Королі і капуста». — Харків: «Фоліо». — 2019. — 480 с. ISBN 978-966-03-8343-2
- Джаред Даймонд. «Переворот. Зламні моменти в країнах, що переживають кризу». — Київ: «КМ-Букс». — 2019. — 464 с. ISBN 978-966-948-242-6
- Рік Генсон, Форрест Генсон. «Незламність. Як закласти міцний фундамент спокою, сили та щастя». — Київ: «КМ-Букс». — 2019. — 272 с. ISBN 978-966-948-196-2[10]